# ユリ科
ユリ科（ユリか、Liliaceae）とは、被子植物の分類の一つ。単子葉植物に属する。
ユリやチューリップなど、地下に鱗茎・球根が発達するものが多い。1998年に発表されたAPG体系の分類の研究が進むまでは、ネギ属やヤマノイモ属といったAPG体系上ではクサスギカズラ目やヤマノイモ目に分類される種を含む広範で多種多様な科であった。
チューリップなど園芸植物として親しまれている種も多い。イヌサフランなど毒を持つものがある。

## 主な種
- ユリ
- チューリップ
- カタクリ

APG植物分類体系ではユリ科に含まれなくなった主な種（ただし、上位区分は同じユリ目となる）
- イヌサフラン（イヌサフラン科）

以下、APG植物分類体系ではユリ科に含まれなくなった主な種（新たにクサスギカズラ目に分類された）
- アスパラガス
- マイヅルソウ（舞鶴草）
- ナギイカダ
- ヒヤシンス
- スズラン
- ネギ
- ニラ
- ニンニク
- タマネギ
- ラッキョウ
- カンゾウ（萱草） - カンゾウ（甘草）とは別種
- ヤブラン属 Liriope
  - ヤブラン L. muscari

## 分類について
この科に所属されたのは、一般的に、花被片は、外片3個、内片3個、計6個の花弁状の被片を持ち、6本の雄蕊、子房上位などの特徴を持つものであったが、これは、単子葉植物の基本的体制と言えなくもない。そのため、非常に多くの属・種を含むグループであったが、人為的分類群であり、異質なものを多く含むとの議論が長くあった。そのため、分類体系が新しくなるに従い、細分化される傾向にある。
- クロンキスト体系では従来の新エングラー体系で含めていたアロエ科、サルトリイバラ科等のグループを別に分類している。その一方で、ヒガンバナ科、キンバイザサ科（新エングラー体系など、ユリ科と別にすることが多い）をユリ科に含めている。
- そのほか、従来ユリ科に含めていた多くの種を種皮などの特徴からユリ目とクサスギカズラ目に大きく分け、さらにそれぞれを複数の科に分類するダールグレンの分類体系（1985年）などがある。
- 最近の分子系統学の研究成果によれば、従来のユリ科は多系統群で少なくとも5系統ほどに分けられる。これに基づくAPG植物分類体系では、リュウゼツラン科なども含めて再編成し、ネギ科、ヒガンバナ科、クサスギカズラ科、ヒヤシンス科、キスゲ科、スズラン科、リュウゼツラン科（以上クサスギカズラ目）、イヌサフラン科、狭義のユリ科（以上ユリ目）、またその他の目に入るグループなどに細分している。

クロンキスト体系のユリ科に含まれる主な属を以下に示す。（カッコ内）に示したのはAPG分類体系による分類群である。

### 主な属
- （Petrosavialesサクライソウ目）
  - （Petrosaviaceae サクライソウ科）
    - Japonolirion オゼソウ属
- （Alismatalesオモダカ目）
  - （Tofieldiaceae チシマゼキショウ科）
    - Tofieldia チシマゼキショウ属
- （Dioscorealesヤマノイモ目）
  - （Nartheciaceaeキンコウカ科）
    - Aletris ソクシンラン属
    - Metanarthecium ノギラン属
    - Narthecium キンコウカ属
- （Lilialesユリ目）
  - （Alstroemeriaceaeユリズイセン科）
    - Alstroemeria ユリズイセン（アルストロメリア）属

  - （Colchicaceaeイヌサフラン科）
    - Androcymbium
    - Baeometra
    - Bulbocodium
    - Burchardia
    - Camptorrhiza
    - Colchicum イヌサフラン属
    - Disporum チゴユリ属
    - Gloriosa グロリオサ属
    - Hexacyrtis
    - Iphigenia
    - Kuntheria
    - Littonia
    - Merendera
    - Neodregea
    - Onixotis
    - Ornithoglossum
    - Petermannia
    - Sandersonia サンダーソニア属
    - Schelhammeria
    - Triplandenia
    - Uvularia
    - Wurmbea

  - （Liliaceaeユリ科）
    - Amana アマナ属
    - Bowiea  ボウィエア属
    - Calochortus  カロコルツス属
    - Cardiocrinum ウバユリ属
    - Clintonia ツバメオモト属
    - Erythronium カタクリ属
    - Fritillaria バイモ属 - クロユリ
    - Gagea キバナノアマナ属
    - Lilium ユリ属
    - Lloydia チシマアマナ属
    - Medeola メデオラ属
    - Nomocharis ノモカリス属
    - Notholirion ノトリリオン属
    - Prosartes プロサルテス属
    - Streptopus タケシマラン属
    - Tricyrtis ホトトギス属
    - Tulipa チューリップ属

  - （Melanthiaceaeメランチウム科）
    - Amianthium
    - Chamaelirium
    - Chionographis シライトソウ属：シライトソウ
    - Daiswa
    - Helonias ヘロニアス属
    - Heloniopsis ショウジョウバカマ属
    - Kinugasa キヌガサソウ属
    - Melanthium メランチウム属
    - Paris ツクバネソウ属
    - Pseudotrillium
    - Schoenocaulon
    - Stenanthium
    - Trillidium
    - Trillium エンレイソウ属
    - Veratrum シュロソウ属 - コバイケイソウ
    - Xerophyllum
    - Ypsilandra
    - Zigadenus リシリソウ属
- （Asparagalesクサスギカズラ目）
  - （Alliaceaeネギ科）
    - Allium ネギ属 - ネギ、ニラ、ニンニク、タマネギ、ラッキョウ
    - Ancrumia
    - Caloscordum
    - Erinna
    - Garaventia
    - Gethyum
    - Gilliesia
    - Ipheion ハナニラ属
    - Leucocoryne
    - Miersia
    - Milula
    - Muilla
    - Nectaroscordum
    - Nothoscordum ステゴビル属 - ハタケニラ
    - Solaria
    - Speea
    - Trichlora
    - Tristagma
    - Tulbhagia
    - Zoelnerallium

  - （Amaryllidaceaeヒガンバナ科：ネギ科に含めてもよい）
    - Amaryllis ホンアマリリス属 - ベラドンナ　
    - Clivia クンシラン属
    - Crinum ハマオモト(ハマユウ)属
    - Galanthus スノードロップ属
    - Hippeastrumアマリリス属
    - Hymenocallis ヒメノカリス属
    - Leucojum
    - Lycoris ヒガンバナ属
    - Narcissus スイセン属
    - Nerine ネリネ属
    - Sternbergia キバナタマスダレ[ステルンベルギア]属
    - Zephyranthes タマスダレ属
    - Vallotaヴァロータ属

  - （Agapanthaceaeアガパンサス科：ネギ科に含めてもよい）
    - Agapanthus アガパンサス属

  - （Asparagaceaeクサスギカズラ科）
    - Asparagus クサスギカズラ属 - アスパラガス

  - （Agavaceaeリュウゼツラン科：キジカクシ科に含めてもよい）
    - Chlorophytum オリヅルラン属
    - Hosta ギボウシ属

  - （Aphyllanthaceaeアフィランテス科：キジカクシ科に含めてもよい）
    - Aphyllanthes アフィランテス属

  - （Hesperocallidaceaeヘスペロカリス科：キジカクシ科に含めてもよい）
    - Hesperocallis ヘスペロカリス属

  - （Hyacinthaceaeヒアシンス科：キジカクシ科に含めてもよい）
    - Bellevaria
    - Eucomis
    - Galtonia
    - Hyacinthella
    - Hyacinthoide
    - Hyacinthus ヒヤシンス属
    - Muscari ムスカリ属
    - Ornithogalum ギカイソウ属
    - Scilla ツルボ属 - シラー
    - Urginea カイソウ属

  - （Laxmanniaceaeラクスマニア科：キジカクシ科に含めてもよい）
    - Acanthocarpus
    - Arthropodium
    - Chamaexeros
    - Lomandra
    - Thysanotus
    - Xerolirion

  - （Ruscaceaeスズラン科：キジカクシ科に含めてもよい）
    - Aspidistra バラン属
    - Comosperma
    - Convallaria スズラン属
    - Eriospermum エリオスペルマム属
    - Liriope ヤブラン属
    - Maianthemum マイヅルソウ属
    - Ophiopogon ジャノヒゲ属
    - Polygonatum アマドコロ属
    - Reineckea キチジョウソウ属
    - Rohdea オモト属
    - Ruscus ナギイカダ属
    - Smilacina ユキザサ属

  - （Themidaceaeテミス科：キジカクシ科に含めてもよい）
    - Androstephium
    - Bessera ベッセラ属
    - Bloomeria ブローメリア属
    - Brodiaea ブローディアエア属
    - Dandya
    - Dichelostemma ディケロステンマ属
    - Milla ナガエアマナ属
    - Petronymphe
    - Triteleiaトリテレイリア（旧：ブローディア）属
    - Triteleiopsis

  - （Asteliaceaeアステリア科）
    - Astelia アステリア属
    - Collospermum コロスペルムム属
    - Milligania
    - Neoastelia

  - （Asphodelaceaeツルボラン科：ススキノキ科に含めてもよい）
    - Asphodeline アスフォデリン属
    - Asphodelus ツルボラン属
    - Kniphofia シャグマユリ属（トリトマ）

  - （Hemerocallidaceaeキスゲ科：ススキノキ科に含めてもよい）
    - Agrostocrinum
    - Dianella キキョウラン属
    - Hemerocallis ワスレグサ(キスゲ)属 - ニッコウキスゲ、ヘメロカリス、ヤブカンゾウ
    - Stypandra スティパンドラ属
    - Thelionema

  - （Boryaceaeボリア科）
    - Alaniaアラニア属
    - Boryaボリア属

  - （Hypoxidaceaeキンバイザサ科）
    - Curculigo キンバイザサ属
    - Hypoxis コキンバイザサ属
    - Rhodohypoxis アッツザクラ属

  - （Ixiolirionaceaeイキシオリリオン科）
    - IxiolirionWurmbea イキシオリリオン属

  - （Xeronemataceaeキセロネマ科）
    - Xeronema キセロネマ属

## 画像例

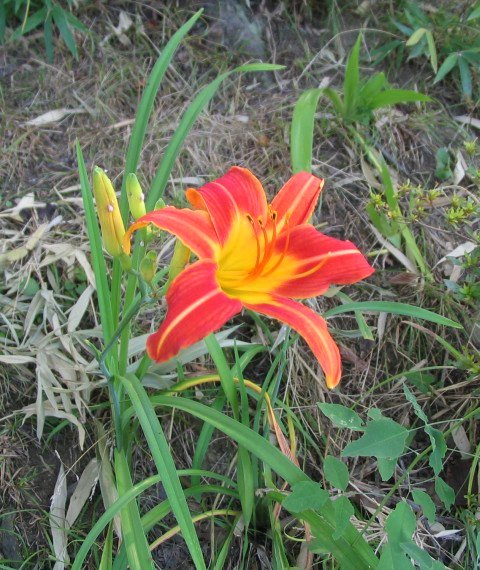
ノカンゾウ（キスゲ科）
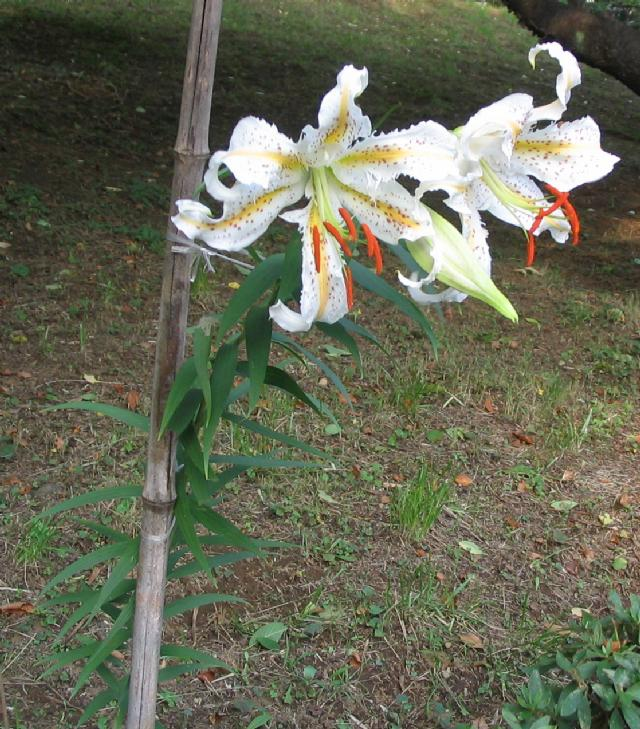
ヤマユリ